# Bahnhof Jägersburg
Der Bahnhof Jägersburg – bis 1905 Jägersburg-Waldmohr, von 1905 bis 1912 und von 1936 bis 1947 Waldmohr-Jägersburg und von 1912 bis 1921 Waldmohr – war ein Bahnhof der Glantalbahn, der den Gemeinden Jägersburg – seit 1974 Stadtteil von Homburg – und Waldmohr diente. Bedingt durch die bereits ab 1903 betriebene, ausschließlich dem Güterverkehr dienende Nordfeldbahn wurde er zunächst inoffiziell in Betrieb genommen; die offizielle Eröffnung fand in Zusammenhang mit der Glantalbahn am 1. Mai 1904 statt. Mitte der 1950er Jahre wurde er für den Personenverkehr aufgegeben, der Güterverkehr endete 1995. Durch die temporäre Abtrennung des Saargebiets beziehungsweise des heutigen Saarlandes fungierte er zudem von 1920 bis 1935 sowie von 1947 bis 1956 als Zollbahnhof.

## Lage
Örtliche Lage
Der Bahnhof befand sich im nordöstlichen Bereich der Gemarkung von Jägersburg in einem Waldgebiet, das einen Ausläufer des Pfälzerwald darstellt. Wenige hundert Meter nördlich schließt sich das Siedlungsgebiet von Waldmohr an. Von beiden Orten aus führt jeweils eine Bahnhofstraße zu dieser früheren Eisenbahnbetriebsstelle.
Bahnstrecken
Die bereits stillgelegte, bis zum Ortseingang von Waldmohr jedoch noch vorhandene Glantalbahn verläuft im Bahnhofsbereich von Südsüdwest aus Homburg nach Nordnordost in Richtung Glan-Münchweiler. Die nur von 1903 bis 1905 betriebene Nordfeldbahn verließ den Bahnhof an seinem nördlichen Kopf, um durch die Waldmohrer Ortsmitte aufwärts zunächst dem Glan zu folgen und am Höcherberg im Bereich der Grube Nordfeld zu enden.

## Geschichte

### Planung und Bau
Nach dem Deutsch-Französischen Krieg von 1870/71 sprachen militärische Gründe für eine Bahnlinie entlang des Glan. Vor allem von Preußen wurde eine solche entschieden verfochten. Noch 1871 wurde ein erster Entwurf angefertigt, der dem späteren Verlauf im Wesentlichen entsprach, jedoch kürzer ausfiel. Ein weiteres Argument für den Bahnbau war, eine möglichst kurze Verbindung zwischen Homburg und Bingen zu schaffen. Dabei wurde ein Anschluss an die Pfälzische Ludwigsbahn in Bruchmühlbach oder Hauptstuhl in Erwägung gezogen.

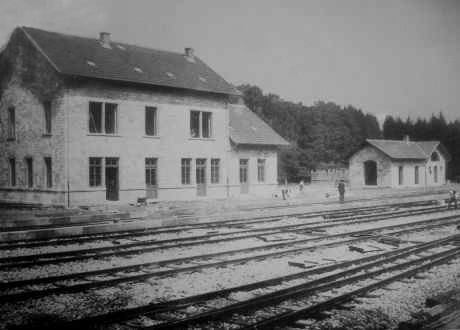
Empfangsgebäude im Jahr 1903 ein Jahr vor der Eröffnung der Glantalbahn

Erst gegen Ende des 19. Jahrhunderts gab Bayern seinen Widerstand gegen einen strategischen Bahnbau auf, da sich die deutsch-französischen Beziehungen zwischenzeitlich deutlich verschlechtert hatten. Zwar war die Festung Metz bereits über mehrere Schienenwege angebunden gewesen, jedoch war die Anbindung vom Rhein aus sehr umständlich ausgefallen. Nachdem eine südöstlicher verlaufende Variante ausgeschieden war, sahen die Planungen vor, eine Magistrale von Mainz über Bad Münster entlang des Glans unter Mitbenutzung der Kuseler Strecke zwischen Altenglan und Glan-Münchweiler auch über Waldmohr, Jägersburg, Homburg und Saarbrücken zu errichten. Die Waldmohr und Jägersburg sollte auf Gemarkung letzterer ein gemeinsamer Bahnhof entstehen. Die Bauarbeiten begannen im Juli 1902.
In diesem Zusammenhang lag es nahe, eine dem Kohlentransport dienende Güterstrecke zur rund vier Kilometer entfernten Grube Nordfeld zu errichten. Diese Nordfeldbahn genannte Strecke wurde im Frühjahr 1903 noch vor der offiziellen Eröffnung strategischen Bahnstrecke in Betrieb genommen; somit verkehrten auf dem Abschnitt Homburg–Jägersburg bereits zu diesem Zeitpunkt Kohlezüge von besagter Grube.
Als strategische Bahn wurde die „Glantalbahn“ genannte Strecke von vornherein zweigleisig gebaut. Der südliche Abschnitt Homburg-Glan-Münchweiler fiel 19,5 Kilometer lang aus und kostete 5,48 Millionen Reichsmark; Jägersburg-Waldmohr wurde einer von insgesamt 26 Unterwegsbahnhöfen der am 1. Mai 1904 auf voller Länge eröffneten Glantalbahn.

### Weitere Entwicklung (1904–1945)

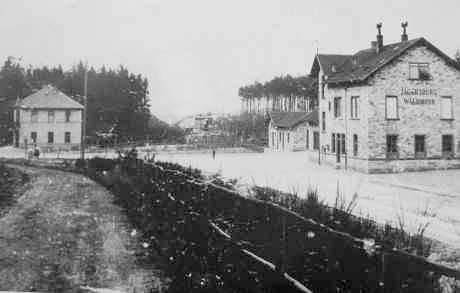
Bahnhof (damaliger Name: Waldmohr-Jägersburg) im Jahr 1907

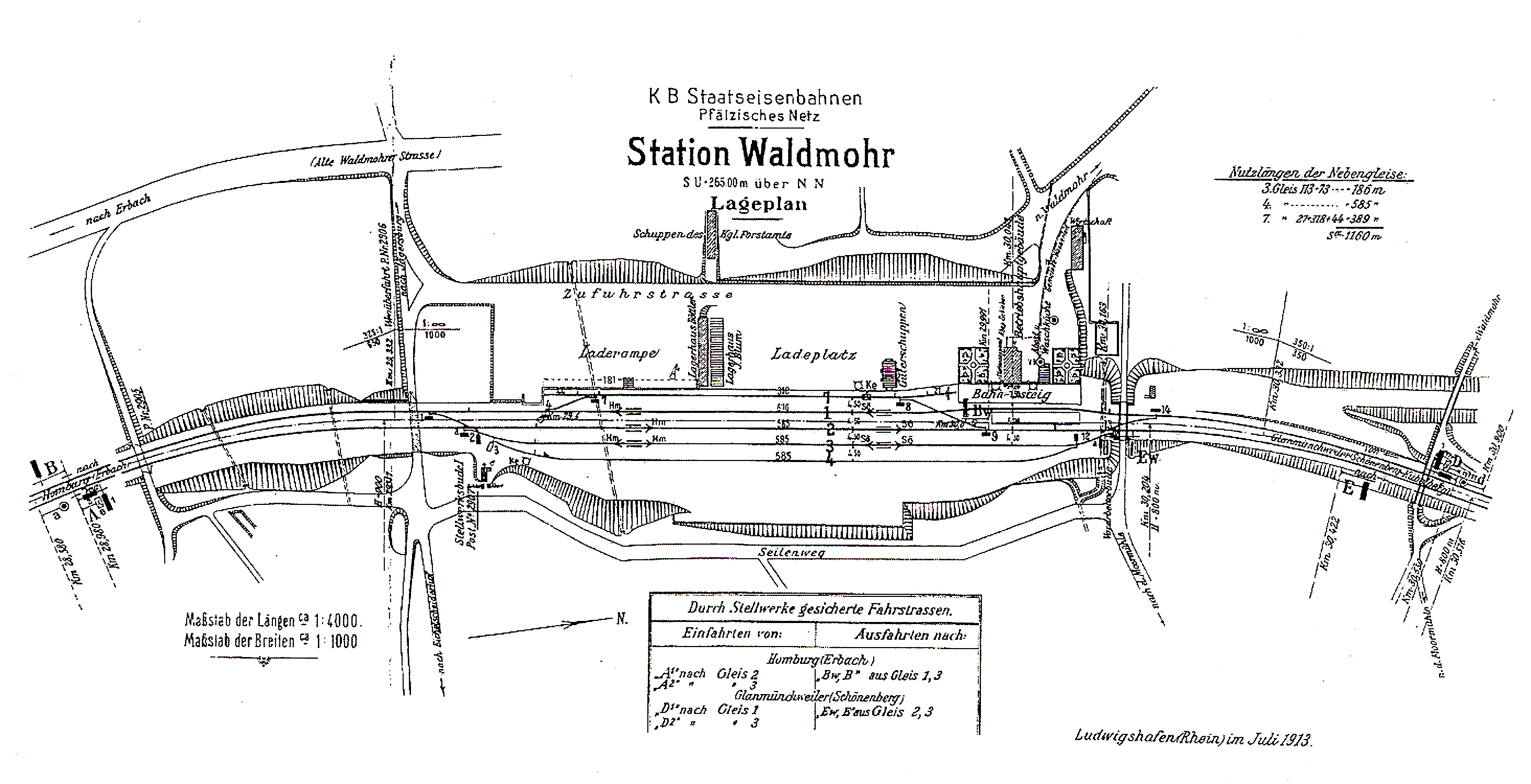
Gleisplan im Jahr 1913

Die Grube Nordfeld musste mangels Rentabilität bereits zum Jahreswechsel 1904/1905 schließen, womit die abzweigende Nordfeldbahn ihre Funktion verlor und nach lediglich zwei Jahren ebenfalls außer Betrieb genommen wurde. Bereits kurz nach der Eröffnung des Bahnhofs stritten sich die Gemeinden Jägersburg und Waldmohr um den Bahnhofsnamen. Angeheizt wurde er vor allem durch die Tatsache, dass er sich zwar auf der Gemarkung von Jägersburg, jedoch näher am Siedlungsgebiet von Waldmohr befand. 1905 erfolgte die Umbenennung des Bahnhofs in Waldmohr-Jägersburg, 1912 erhielt er zunächst die Bezeichnung Waldmohr.
Nach dem Ersten Weltkrieg wurde das Saargebiet, dem entlang der Bahnstrecke Homburg und Jägersburg zugeschlagen worden war, vom deutschen Staatsgebiet abgetrennt. In diesem Zusammenhang wurden im Bahnhof, der fortan Bestandteil der Saareisenbahnen war, ab 1920 Zollkontrollen durchgeführt. Ein Jahr später wurde er abermals umbenannt, diesmal in Jägersburg. In den Jahren 1926 und 1927 verkehrte der sogenannte Calais-Wiesbaden-Express – jedoch nur in Richtung Wiesbaden – über die Glantalbahn. Dieser Zug hielt auch in Jägersburg. Im Zuge der Rückgliederung des Saargebiets im Jahr 1935 entfielen die Zollaufenthalte vor Ort wieder; 1936 erhielt der Bahnhof wieder den Namen Waldmohr-Jägersburg.
Nachdem 1939 der Zweite Weltkrieg ausgebrochen war, wurde die Errichtung einer eingleisigen strategischen Bahnstrecke vom Bahnhof aus bis nach Bexbach in Angriff genommen. Diese hatte den Zweck, im Bedarfsfall Homburg umfahren zu können. Bereits im Mai des Folgejahres kamen die Arbeiten zum Erliegen, ohne dass die Verbindung vollendet wurde. Zum 5. Mai 1941 wurde zudem ein Verzeichnis mit dem Titel „lebenswichtige Züge“ herausgebracht. Dies sollte dem Umstand vorbeugen, dass der Fahrplan aufgrund des Krieges oft nicht einzuhalten war. Es umfasste ein Mindestangebot an Zügen, das trotz der Kriegsumstände einzuhalten war. Zwischen Homburg und Glan-Münchweiler mussten demnach mindestens vier Züge pro Tag verkehren.

### Nachkriegszeit (1945–1970)
Da nach dem Zweiten Weltkrieg das heutige Saarland erneut abgetrennt worden war, erlangte der Bahnhof 1947 – nun wieder Jägersburg heißend – seinen Status als Zollbahnhof zurück. Der Zugaufenthalt vor Ort dauerte dabei insgesamt 30 Minuten. Bereits zwei Jahre zuvor war zwischen Homburg und Jägersburg das zweite Gleis abgebaut worden, da es keine betriebliche Notwendigkeit aufwies und somit zur Reparatur anderer Strecken verwendet worden sollte; trotzdem war es im Bildfahrplan von 1952 offiziell noch vorhanden. Bedingt durch die erneute Grenzziehung verlor der Verkehr auf dem Glantalbahnabschnitt Homburg–Glan-Münchweiler zunehmend an Bedeutung.
Mangels Rentabilität wurde der Bahnhof Mitte der 1950er Jahre für den Personenverkehr aufgegeben. Auch durch die wirtschaftliche Rückgliederung des Saarlandes zwei Jahre später erfolgte keine Reaktivierung, da vor allem die Gemeinde Waldmohr kein Interesse zeigte. 1960 erfolgte zudem die Aufgabe als Zugfolgestelle. Offiziell war der Bahnhof dadurch zu einer Anschlussstelle degradiert worden. Zum 16. August des Jahres wurden zudem das zweite Gleis zwischen Jägersburg und Schönenberg-Kübelberg außer Betrieb genommen und anschließend abgebaut.
1967 kam es zwischen der Deutschen Bundesbahn (DB), die inzwischen für die Strecke zuständig war, und der Gemeinde Waldmohr zu einem Vertragsabschluss, den Bau eines Gleisanschlusses des örtlichen Industriegebiets der Gemeinde zu errichten, wodurch der Bahnhof in Sachen Güterverkehr zunächst eine Aufwertung erfuhr.

### Niedergang (seit 1970)
Bereits in den 1970er Jahren fand der Güterverkehr nur noch zwischen Homburg und Schönenberg-Kübelberg statt, ehe 1981 der Personenverkehr bis Glan-Münchweiler endete; zwischenzeitlich waren in diesem Streckenabschnitt die meisten anderen Unterwegshalte ebenfalls aufgegeben worden. 1984 wurden die Ladegleise im Bahnhof erneuert. Ab dem 1. Juli 1989 endete der Güterverkehr nach Schönenberg-Kübelberg ebenfalls; der Streckenabbau ab dem Abzweig des Industriegleises folgte ab dem 27. Juli 1991.
1991 wurde das Ladegleis, das bereits zu diesem Zeitpunkt selten genutzt worden war, demontiert. Ein Jahr später leitete die Deutsche Bundesbahn ein Stilllegungsverfahren des Abschnitts Homburg–Waldmohr ein, das durch die Umwandlung ersterer in die Deutsche Bahn zum Jahreswechsel 1993/1994 zunächst ausgesetzt wurde. Der Güterverkehr nach Waldmohr endete zum 28. Februar 1995, nachdem es diesbezüglich längere Verhandlungen gegeben hatte; seit 1996 ist der Streckenabschnitt Homburg–Waldmohr ebenfalls stillgelegt. Bereits in den letzten Betriebsjahren hatte es in Jägersburg keine Umsetzmöglichkeit mehr gegeben.

## Bauwerke

### Empfangsgebäude

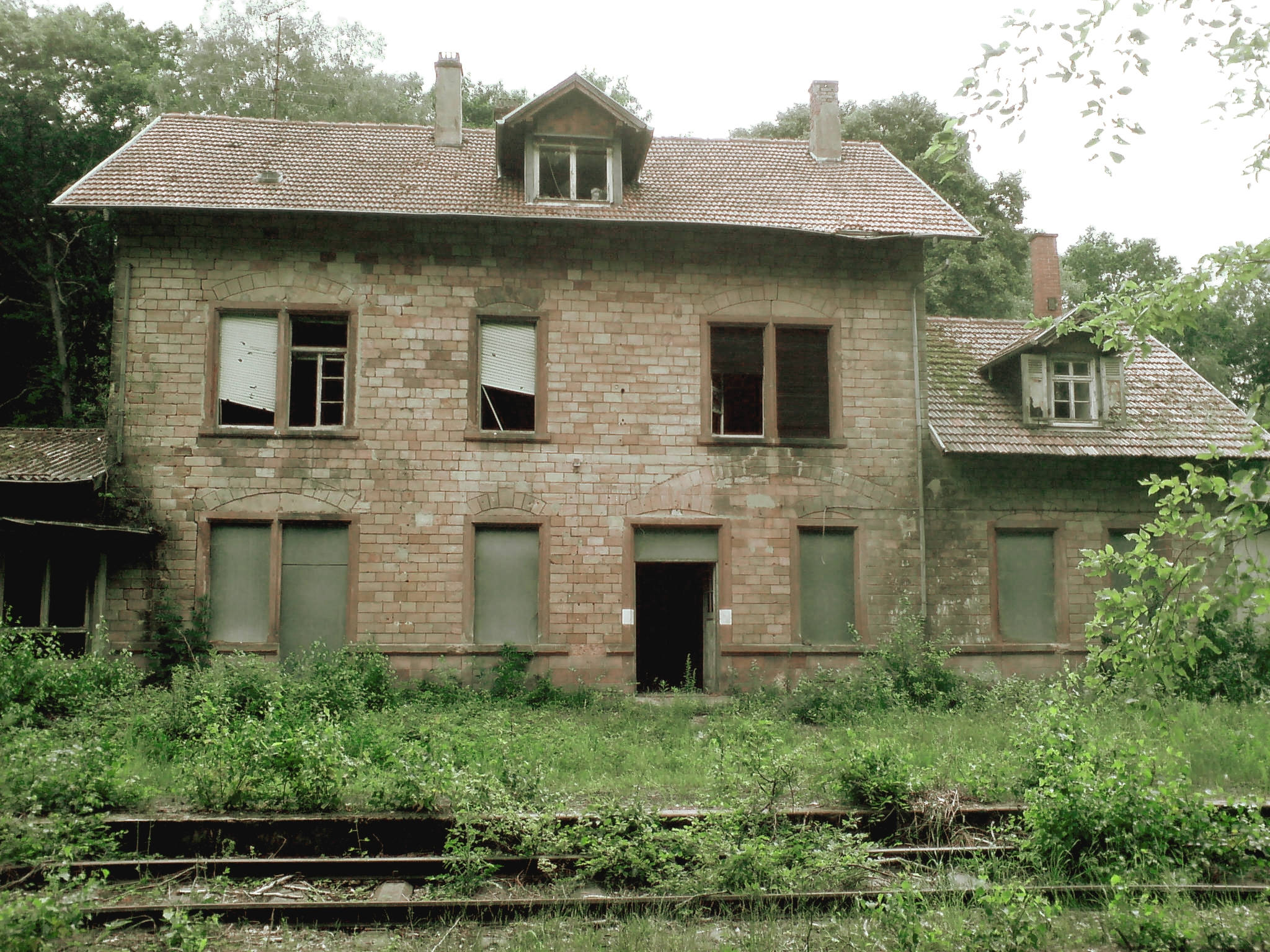
Empfangsgebäude von der Gleisseite aus

Der zunächst mit fünf Gleisen ausgestattete Bahnhof verfügt über ein Empfangsgebäude. Dieses entspricht in seiner Ausführung weitestgehend denen in den Bahnhöfen Schönenberg-Kübelberg, Sankt Julian, Offenbach-Hundheim und Duchroth. Genau wie die meisten Bahnhofsgebäude entlang der Glantalbahn war das aus Sandstein gefertigte Bauwerk typisch für die Gesellschaft der Pfälzischen Nordbahnen. Später wurde es geringfügig umgebaut; in diesem Zusammenhang erhielt es unter anderem auf der Gleisseite eine Dachgaube. Seit mehreren Jahrzehnten steht es leer und befindet sich in einem relativ ungepflegten Zustand. Aufgrund von Einsturzgefahr ist inzwischen das Betreten des Geländes an sich untersagt.
In den Jahren 2012 und 2013 diente es als Kulisse des vom Saarländischen Rundfunk produzierten Tatort-Fernsehfilms Eine Handvoll Paradies, in der es als Treffpunkt des fiktiven Motorradclubs „Dark Dogs“ dient. Jedoch wurde es im Rahmen der Handlung in den in der Realität ebenfalls nicht existierenden Saarbrücker Stadtteil Haldenberg verlegt.

### Sonstige Bauwerke
Zudem besaß der Bahnhof eine Güterabfertigung, die ebenfalls noch vorhanden ist. Im südlichen Bahnhofsbereich befanden sich zwei Lagerhäuser sowie eine Laderampe. Unmittelbar nördlich des Bahnhofsgebäudes befand sich ein Haus, das als Waschküche und Abort fungierte. In diesem Bereich lag zudem der Bahnsteig.

## Verkehr

### Personenverkehr
Zum Zeitpunkt der Eröffnung der Glantalbahn verkehrten drei durchgehende Zugpaare zwischen Homburg und Bad Münster und zwei, die lediglich bis Altenglan verkehrten. Bedingt durch die temporäre Abtrennung des Saarlandes gab es ab 1920 Züge, die ausschließlich zwischen Homburg und Jägersburg verkehrten; eingesetzt wurden hierfür vor allem Wittfeld-Akkumulatortriebwagen und Wismarer Schienenbusse. In den 1930er Jahren wurde der Bahnhof von 15 Zugpaaren angefahren, die sich in der Folgezeit reduzierten. Zum Zeitpunkt der Aufgabe des Personenverkehrs im Bahnhof verkehrten acht Zugpaare.

### Güterverkehr

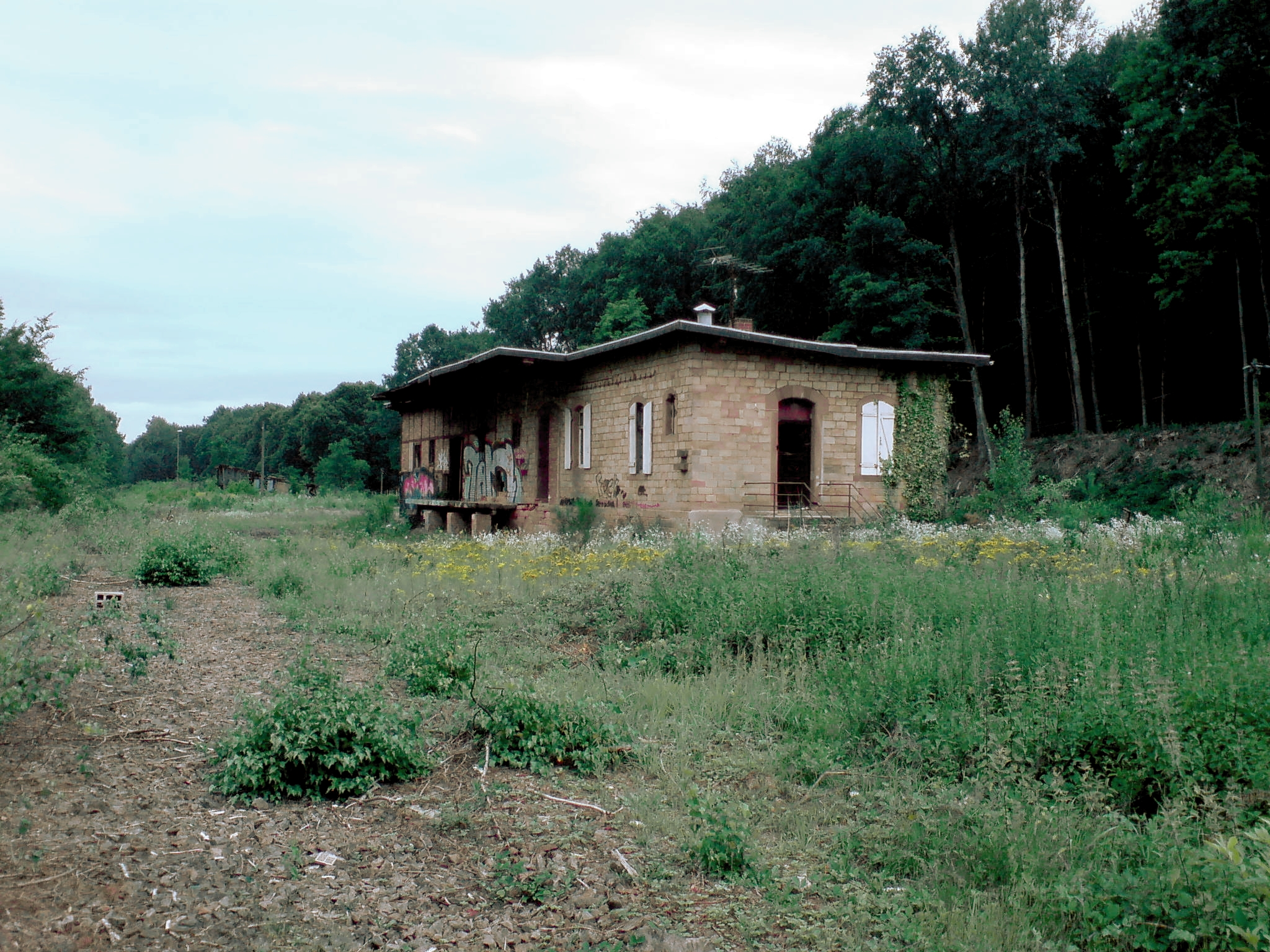
Ehemalige Güterabfertigung des Bahnhofs

Fahrplan eines Übergabezuges von Homburg nach Schönenberg-Kübelberg unter Bedienung von Jägersburg

Noch ein Jahr vor der offiziellen Eröffnung der Glantalbahn durchfuhren Kohlezüge von der Grube Nordfeld aus den Bahnhof. Dieser Güterkunde entfiel bereits zum Jahreswechsel 1904/1905. 1920 wurde der Bahnhof wie alle Unterwegsstationen zwischen Lauterecken-Grumbach und Homburg von weiterer Nahgüterzug angefahren.
Trotz der Stilllegung der besagten Grube einschließlich der Nordfeldbahn blieb die Station für den Güterverkehr von Bedeutung, vor allem für den Wagenladungsverkehr. Eigens dafür erhielt der Bahnhof an der Verladerampe einen drehbaren Kran, der bis zum Ende der 1980er Jahre existierte. Ein weiterer Kunde war ein Öllager. Um 1970 wurde eigens für einen Kohlehändler ein Stumpfgleis auf der Trasse des abgebauten zweiten Gleises errichtet. Sporadisch nahm ein Steinmetz den Bahnhof ebenfalls in Anspruch, der dafür einen Verladekran besaß. Zuletzt war im Bahnhof ein Kohlenwagen entladen worden.
Außerdem verfügte das Industriegebiet von Waldmohr ab 1967 über ein Anschlussgleis, das hauptsächlich von zwei Stahlbauunternehmen benutzt worden war. Obwohl es regelmäßig bedient worden war, besaß es stets eine untergeordnete Bedeutung. Zuletzt wurde es sehr selten befahren, ehe der dortige Verkehr 1995 ebenfalls endete. Aufgrund des geringen Aufkommens wurde der Güterverkehr in den letzten Jahrzehnten seines Bestehens ausschließlich durch Übergabezüge durchgeführt, die werktags verkehrten.